# Ascoli Calcio 1898 2011-2012
Questa voce raccoglie le informazioni riguardanti l'Ascoli Calcio 1898 nelle competizioni ufficiali della stagione 2011-2012.

## Divise e sponsor
Lo sponsor tecnico per la stagione 2011-2012 è Legea, mentre lo sponsor ufficiale è Carisap. La prima maglia è a righe verticali bianche e nere.

## Stagione
L'Ascoli partecipa al campionato di Serie B 2011-2012, il diciassettesimo della sua storia.
Inizia la stagione con una penalizzazione di 7 punti. 3 per violazione dell'articolo 4 del Codice di Giustizia Sportiva, per responsabilità oggettiva nelle accuse mosse ai calciatori Sommese e Micolucci nello scandalo scommesse, 1 punto per inadempienze di carattere amministrativo in relazione al versamento dei contributi Enpals e delle ritenute Irpef a beneficio di propri tesserati e 3 punti per non aver provveduto nei termini previsti al deposito di una serie di attestazioni finanziarie.
Il debutto stagionale avviene in Coppa Italia: davanti al proprio pubblico, l'Ascoli batte 3-1 il Taranto per poi essere eliminato dal Cesena. Il campionato inizia con una sconfitta casalinga per 1-2 contro il Torino. Dopo questa sconfitta arrivano la vittoria in casa del Gubbio, il pareggio con il Vicenza e la vittoria con la Nocerina. Dopo quattro giornate l'Ascoli azzera le penalizzazioni subite. Il 2 novembre 2011 castori viene esonerato e sostituito da Silva. A fine stagione, nonostante i 7 punti penalizzazione, L'Ascoli si salva arrivando al 15º posto.

## Organigramma societario
Area direttiva
- Presidente:
  - Roberto Benigni

Area organizzativa
- Segretario generale:
  - Marco Maria Marcolini
- Segreteria:
  - Mirko Evangelista

Area comunicazione
- Area comunicazione e Brand licensing:
  - Alessandro Talamoni
- Biglietteria e rapporti con i club:
  - Grazia Maria Di Silvestre

Area tecnica
- Direttore sportivo:
  - Giovanni Paolo De Matteis
- Allenatore:
  - Fabrizio Castori, poi Massimo Silva
- Allenatore in seconda:
  - Giuliano Castoldi, poi Antonio Aloisi
- Preparatore atletico:
  - Mauro Iachini
- Preparatore dei portieri:
  - Stefano Leoni

Area sanitaria
- Responsabile medico:
  - Serafino Salvi
- Medico sociale:
  - Renzo Mandozzi
- Massaggiatori:
  - Marco Di Carlo

## Rosa
Dal sito internet della società:
| N. |                       | Ruolo | Calciatore                   |
| -- | --------------------- | ----- | ---------------------------- |
| 1  | Italia (bandiera)     | C     | Vincenzo Melillo             |
| 2  | Italia (bandiera)     | C     | Leandro Vitiello             |
| 3  | Italia (bandiera)     | D     | Matteo Ciofani               |
| 4  | Italia (bandiera)     | C     | Alex Pederzoli               |
| 6  | Portogallo (bandiera) | D     | Vasco Faísca                 |
| 7  | Italia (bandiera)     | A     | Giacomo Beretta              |
| 8  | Italia (bandiera)     | C     | Daniele Di Donato (capitano) |
| 9  | Italia (bandiera)     | A     | Alessandro Romeo             |
| 10 | Italia (bandiera)     | C     | Alessandro Sbaffo            |
| 11 | Senegal (bandiera)    | A     | Papa Waigo                   |
| 13 | Camerun (bandiera)    | C     | Louise Parfait               |
| 17 | Italia (bandiera)     | C     | Lorenzo Marchionni           |
| 18 | Italia (bandiera)     | A     | Vito Falconieri              |
| 19 | Italia (bandiera)     | D     | Gianluca Giovannini          |
| 20 | Italia (bandiera)     | A     | Adriano Montalto             |

| N. |                     | Ruolo | Calciatore          |
| -- | ------------------- | ----- | ------------------- |
| 21 | Italia (bandiera)   | D     | Lorenzo Pasqualini  |
| 22 | Italia (bandiera)   | C     | Salvatore Margarita |
| 22 | Italia (bandiera)   | C     | Filippo Boniperti   |
| 23 | Italia (bandiera)   | D     | Marcello Gazzola    |
| 26 | Italia (bandiera)   | D     | Maurizio Peccarisi  |
| 30 | Italia (bandiera)   | P     | Enrico Guarna       |
| 32 | Italia (bandiera)   | A     | Federico Gerardi    |
| 33 | Italia (bandiera)   | D     | Giovanni Tomi       |
| 37 | Italia (bandiera)   | P     | Roberto Maurantonio |
| 52 | Italia (bandiera)   | D     | Manuel Scalise      |
| 66 | Slovenia (bandiera) | D     | Siniša Anđelković   |
| 77 | Italia (bandiera)   | D     | Juri Tamburini      |
| 91 | Italia (bandiera)   | C     | Carlo Ilari         |
| 99 | Italia (bandiera)   | A     | Andrea Soncin       |

## Risultati

### Serie B
Fonte statistiche spettatori

#### Girone di andata
| Arbitro: | Ciampi (Roma) |

|               |           |                                 |
| Anđelković 4’ | Marcatori | 71’ (rig.) Bianchi 87’ Oduamadi |

| Arbitro: | Mariani (Aprilia) |

|                           |           |                              |
| Mendicino 65’ Ciofani 70’ | Marcatori | 7’ Papa Waigo 13’ 83’ Sbaffo |

| Arbitro: | Pinzani (Empoli) |

|                  |           |                |
| Romeo 50’ (rig.) | Marcatori | 37’ Abbruscato |

| Arbitro: | Merchiori (Ferrara) |

|  |           |                |
|  | Marcatori | 18’ Papa Waigo |

| Arbitro: | Nasca (Bari) |

|  |           |             |
|  | Marcatori | 70’ Masucci |

| Arbitro: | Cervellera (Taranto) |

|                   |           |                          |
| Mareco 12’ (aut.) | Marcatori | 21’ Gomez 81’ Bjelanović |

| Arbitro: | Gavillucci (Latina) |

|                                  |           |                                                     |
| Lupoli 30’ 56’ Caridi 41’ (rig.) | Marcatori | 20’ (rig.) Papa Waigo 43’ Vitiello 90+5’ Giovannini |

| Arbitro: | Gallione (Alessandria) |

|                         |           |                     |
| Papa Waigo 90+5’ (rig.) | Marcatori | 3’ (aut.) Peccarisi |

| Arbitro: | Baracani (Firenze) |

|                     |           |            |
| Sau 16’ Mbakogu 34’ | Marcatori | 47’ Soncin |

| Arbitro: | Ciampi (Roma) |

|                  |           |                             |
| Costa 48’ (aut.) | Marcatori | 53’ Piovaccari 90+3’ Foggia |

| Arbitro: | Tozzi (Ostia Lido) |

|                                     |           |               |
| Sansovini 26’ 35’ 54’ Insigne 90+3’ | Marcatori | 74’ Tamburini |

| Arbitro: | Tommasi (Bassano del Grappa) |

|  |           |            |
|  | Marcatori | 88’ Carini |

| Arbitro: | Di Bello (Brindisi) |

|              |           |  |
| Germinale 6’ | Marcatori |  |

| Arbitro: | Candussio (Cervignano del Friuli) |

|  |           |                       |
|  | Marcatori | 35’ (rig.) Di Roberto |

| Arbitro: | Viti (Campobasso) |

|  |           |                |
|  | Marcatori | 34’ Falconieri |

| Arbitro: | Merchiori (Ferrara) |

|  |           |                |
|  | Marcatori | 90’ Papa Waigo |

| Arbitro: | Mariani (Aprilia) |

|                                         |           |            |
| Papa Waigo 24’ Soncin 78’ Di Donato 83’ | Marcatori | 63’ Donati |

| Arbitro: | Cervellera (Taranto) |

|                                   |           |                              |
| Tavano 5’ Lazzari 8’ Gorzegno 24’ | Marcatori | 33’ Papa Waigo 90+3’ Beretta |

| Ascoli Piceno 10 dicembre 2011, ore 15:00 CET 19ª giornata | Ascoli            | 0 – 0 referto | Varese | Stadio Cino e Lillo Del Duca (2.515 spett.)\| Arbitro: \| Baratta (Salerno) \| |
| Arbitro:                                                   | Baratta (Salerno) |               |        |                                                                                |

| Arbitro: | Di Bello (Brindisi) |

|              |           |                          |
| Florenzi 84’ | Marcatori | 65’ Peccarisi 76’ Soncin |

| Arbitro: | Giacomelli (Trieste) |

|  |           |                            |
|  | Marcatori | 79’ Lazarević 90+4’ Cutolo |

#### Girone di ritorno
| Arbitro: | Palazzino (Ciampino) |

|                   |           |             |
| Antenucci 19’ 66’ | Marcatori | 28’ Ciofani |

| Arbitro: | Pinzani (Empoli) |

|                               |           |               |
| Papa Waigo 38’ Falconieri 89’ | Marcatori | 70’ Bazzoffia |

| Arbitro: | Di Bello (Brindisi) |

|               |           |                |
| Abbruscato 2’ | Marcatori | 22’ Papa Waigo |

| Arbitro: | Nasca (Bari) |

|             |           |  |
| Gerardi 85’ | Marcatori |  |

| Modena 25 febbraio 2012, ore 15:00 CET 26ª giornata | Sassuolo           | 0 – 0 referto | Ascoli | Stadio Alberto Braglia (2.456 spett.)\| Arbitro: \| Baracani (Firenze) \| |
| Arbitro:                                            | Baracani (Firenze) |               |        |                                                                           |

| Arbitro: | Gallione (Alessandria) |

|                                 |           |  |
| Hallfreðsson 49’ Tachtsidis 90’ | Marcatori |  |

| Arbitro: | Irrati (Pistoia) |

|  |           |                    |
|  | Marcatori | 65’ 90+4’ Alfageme |

| Arbitro: | Gavillucci (Latina) |

|              |           |            |
| N. Viola 80’ | Marcatori | 71’ Soncin |

| Ascoli Piceno 10 marzo 2012, ore 15:00 CET 30ª giornata | Ascoli          | 0 – 0 referto | Juve Stabia | Stadio Cino e Lillo Del Duca (2.293 spett.)\| Arbitro: \| Massa (Imperia) \| |
| Arbitro:                                                | Massa (Imperia) |               |             |                                                                              |

| Genova 17 marzo 2012, ore 15:00 CET 31ª giornata | Sampdoria    | 0 – 0 referto | Ascoli | Stadio Luigi Ferraris (19.576 spett.)\| Arbitro: \| Nasca (Bari) \| |
| Arbitro:                                         | Nasca (Bari) |               |        |                                                                     |

| Arbitro: | Ciampi (Roma) |

|                                     |           |  |
| Papa Waigo 22’ 86’ Zanon 31’ (aut.) | Marcatori |  |

| Arbitro: | Di Paolo (Avezzano) |

|                                |           |  |
| Greco 27’ (rig.) Ardemagni 73’ | Marcatori |  |

| Arbitro: | Baratta (Salerno) |

|             |           |  |
| Gerardi 70’ | Marcatori |  |

| Arbitro: | Gallione (Alessandria) |

|              |           |                                       |
| Di Nardo 69’ | Marcatori | 41’ Papa Waigo 55’ Soncin 59’ Parfait |

| Arbitro: | Velotto (Grosseto) |

|                                             |           |              |
| Soncin 41’ Zoboli 59’ (aut.) Papa Waigo 68’ | Marcatori | 38’ Jonathas |

| Arbitro: | Merchiori (Ferrara) |

|                        |           |  |
| Soncin 37’ Scalise 65’ | Marcatori |  |

| Bari 1º maggio 2012, ore 15:00 CEST 38ª giornata | Bari             | 0 – 0 referto | Ascoli | Stadio San Nicola (4.698 spett.)\| Arbitro: \| Irrati (Pistoia) \| |
| Arbitro:                                         | Irrati (Pistoia) |               |        |                                                                    |

| Arbitro: | Giacomelli (Trieste) |

|              |           |            |
| Sbaffo 45+1’ | Marcatori | 14’ Tavano |

| Arbitro: | Tommasi (Bassano del Grappa) |

|                                                          |           |  |
| Cacciatore 34’ Neto Pereira 44’, 50’ Granoche 86’ (rig.) | Marcatori |  |

| Arbitro: | Ostinelli (Como) |

|                                |           |                          |
| Papa Waigo 32’, 82’ Soncin 45’ | Marcatori | 15’ Essabr 52’ Pettinari |

| Arbitro: | Candussio (Cervignano del Friuli) |

|  |           |                           |
|  | Marcatori | 31’ Pasqualini 40’ Soncin |

### Coppa Italia
| Arbitro: | Di Paolo (Avezzano) |

|                              |           |             |
| Sbaffo 1’ Beretta 113’, 115’ | Marcatori | 8’ Prosperi |

| Arbitro: | Romeo (Verona) |

|              |           |  |
| Bogdani 119’ | Marcatori |  |